# Административно-территориальное деление Мордовии

## Административно-территориальное устройство

1.	Ардатовский,
2.	Атюрьевский,
3.	Атяшевский,
4.	Большеберезниковский,
5.	Большеигнатовский,
6.	Дубёнский,
7.	Ельниковский,
8.	Зубово-Полянский,
9.	Инсарский,
10.	Ичалковский,
11.	Кадошкинский,
12.	Ковылкинский,
13.	Кочкуровский,
14.	Краснослободский,
15.	Лямбирский,
16.	Рузаевский,
17.	Ромодановский,
18.	Старошайговский,
19.	Темниковский,
20.	Теньгушевский,
21.	Торбеевский,
22.	Чамзинский.

Согласно Конституции Республики Мордовия и Закону «О порядке решения вопросов административно-территориального устройства Республики Мордовия», субъект РФ включает следующие административно-территориальные единицы:
- 3 города республиканского значения (Саранск, Рузаевка, Ковылкино).
- 22 района, включающие
  - 319 сельсоветов,
  - 4 города районного значения (Ардатов, Инсар, Краснослободск, Темников),
  - 13 рабочих посёлков.

Административным центром Мордовии является город Саранск.

## Муниципальное устройство
В рамках муниципального устройства республики, в границах административно-территориальных единиц Республики Мордовия к 1 января 2019 года образованы 342 муниципальных образования, в том числе:
- 1 городской округ,
- 22 муниципальных районов, которые включают:
  - 16 городских поселений,
  - 303 сельских поселения.

## Районы и городской округ
| №         | Русское название                                  | Мордовское название                                         | Флаг | Герб | Административный центр | Население, чел. (2021 г.) | Площадь, км² |
| --------- | ------------------------------------------------- | ----------------------------------------------------------- | ---- | ---- | ---------------------- | ------------------------- | ------------ |
| 1e-06     | Районы (муниципальные районы)                     |                                                             |      |      |                        |                           |              |
| 1         | Ардатовский                                       | эрз. Орданьбуе, мокш. Ардатовань аймак                      |      |      | город Ардатов          | ↗24 545                   | 1192,5       |
| 2         | Атюрьевский                                       | мокш. Атерень аймак, эрз. Атюрьбуе                          |      |      | село Атюрьево          | ↗9352                     | 826,1        |
| 3         | Атяшевский                                        | эрз. Отяжеле велесь, мокш. Атяшевань аймак                  |      |      | рп Атяшево             | ↗17 968                   | 1 095,8      |
| 4         | Большеберезниковский                              | эрз. Покш Килейбуе, мокш. Оцю Келунонь аймак                |      |      | село Большие Березники | ↘11 906                   | 957,7        |
| 5         | Большеигнатовский                                 | эрз. Покш Игнадбуе, мокш. Оцю Игнатовань аймак              |      |      | село Большое Игнатово  | ↗6851                     | 834,2        |
| 6         | Дубёнский                                         | эрз. Тумобуе, мокш. Дубёнкань аймак                         |      |      | село Дубёнки           | ↗11 450                   | 896,9        |
| 7         | Ельниковский                                      | мокш. Ельниконь аймак                                       |      |      | село Ельники           | ↗9659                     | 1056         |
| 8         | Зубово-Полянский                                  | мокш. Зубунь аймак, эрз. Пейкужо буе                        |      |      | пгт Зубова Поляна      | ↘46 575                   | 2710         |
| 9         | Инсарский                                         | мокш. Инзаронь аймак, эрз. Инесаро буе                      |      |      | город Инсар            | ↗12 008                   | 968,6        |
| 10        | Ичалковский                                       | эрз. Ицял буе, мокш. Ичалконь аймак                         |      |      | село Кемля             | ↗17 640                   | 1265         |
| 11        | Кадошкинский                                      | мокш. Кадажень аймак                                        |      |      | рп Кадошкино           | ↗6922                     | 618,6        |
| 12        | Ковылкинский                                      | мокш. Лашмань район                                         |      |      | город Ковылкино        | ↗37 193                   | 2015,7       |
| 13        | Кочкуровский                                      | эрз. Кочкурбуе, мокш. Кочкуровань аймак                     |      |      | село Кочкурово         | ↘9442                     | 816,46       |
| 14        | Краснослободский                                  | мокш. Ошень аймак, эрз. Якстерекуро буе                     |      |      | город Краснослободск   | ↗22 390                   | 1379,4       |
| 15        | Лямбирский                                        | эрз. Лямбирьбуе, мокш. Лямбирень аймак, тат. Ләмберә районы |      |      | село Лямбирь           | ↗34 097                   | 852          |
| 16        | Ромодановский                                     | эрз. Рамаданбуе, мокш. Ромодановань аймак                   |      |      | посёлок Ромоданово     | ↗19 485                   | 820,8        |
| 17        | Рузаевский                                        | мокш. Орозаень аймак, эрз. Рузайбуе                         |      |      | город Рузаевка         | ↘60 088                   | 1089,5       |
| 18        | Старошайговский                                   | мокш. Сире Шяйгавонь аймак , эрз. Ташто Шайгабуе            |      |      | село Старое Шайгово    | ↗11 786                   | 1419,4       |
| 19        | Темниковский                                      | мокш. Темникавонь аймак, эрз. Чополтбуе                     |      |      | город Темников         | ↗13 284                   | 1936,8       |
| 20        | Теньгушевский                                     | мокш. Теньгжелень аймак, эрз. Теньгушбуе                    |      |      | село Теньгушево        | ↘9510                     | 845,94       |
| 21        | Торбеевский                                       | мокш. Тарбеень аймак, эрз. Торбейбуе                        |      |      | рп Торбеево            | ↗18 616                   | 1128,92      |
| 22        | Чамзинский                                        | эрз. Чаунзабуе, мокш. Чамзинкань аймак                      |      |      | рп Чамзинка            | ↘29 018                   | 1009,5       |
| 22.000002 | Город республиканского значения (городской округ) |                                                             |      |      |                        |                           |              |
| 23        | Саранск                                           | мокш. Саранск ошсь Саранскяйсь, эрз. Саранск ош             |      |      | город Саранск          | ↘337 659                  | 396,5        |

## История
В качестве отдельной административной единицы Мордовия была оформлена в 1928 году как Мордовский округ Средневолжской области. Первоначально округ делился на 23 района: Ардатовский, Атяшевский, Ачадовский, Беднодемьяновский, Дубёнский, Ельниковский, Зубово-Полянский, Инсарский, Ковылкинский, Козловский, Кочкуровский, Краснослободский, Наровчатский, Ромодановский, Рузаевский, Рыбкинский, Саранский, Старошайговский, Талызинский, Темниковский, Теньгушевский, Торбеевский и Чамзинский.
В 1930 году Мордовский округ был преобразован в Мордовскую АО. При этом Беднодемьяновский и Наровчатский районы были переданы Пензенскому округу, а из Арзамасского округа в состав Мордовской АО был передан Ичалковский район. В том же году Талызинский район был переименован в Игнатовский.
В 1933 году на территории компактного проживания татар был образован Лямбирский татарский национальный район.
20 декабря 1934 года Мордовская АО была преобразована в Мордовскую АССР.
В 1935 году были упразднены Ачадовский и Козловский районы, и образованы Больше-Березниковский и Кадошкинский районы.
В 1937 году были образованы 7 новых районов: Атюрьевский, Вертелимский, Козловский, Ладский, Пурдошанский, Старосиндровский и Ширингушский. Через год Вертелимский район был переименован в Мельцанский. В то же время Лямбирский район потерял статус национального.
В 1944 году появилось ещё 2 новых района — Болдовский и Майданский.
В 1949 году Майданский район переименовали в Кочелаевский.
В 1959 году началось укрупнение районов: первыми упразднили Болдовский, Козловский, Кочелаевский, Ладский, Саранский, Старосиндровский и Ширингушский районы.
В 1963 году упразднены были ещё 15 районов: Атюрьевский, Большеберезниковский, Большеигнатовский, Дубёнский, Ельниковский, Зубово-Полянский, Инсарский, Ичалковский, Ковылкинский, Краснослободский, Лямбирский, Мельцанский, Пурдошанский, Рыбкинский и Теньгушевский.
Уже в 1964 году начался процесс обратного разукрупнения районов. В указанном году были восстановлены Инсарский и Ичалковский районы, а в 1965 году восстановили ещё 8: Атюрьевский, Большеберезниковский, Большеигнатовский, Дубёнский, Ельниковский, Зубово-Полянский, Кочкуровский и Теньгушевский. В 1966 году восстановлен Лямбирский район.
13 декабря 1990 года была провозглашена Мордовская ССР.
В 1991 году был образован Кадошкинский район и административно-территориальное деление Мордовии приняло современный вид.
25 января 1994 года Мордовская ССР (последней из российских автономий) была преобразована в Республику Мордовия.